# École de journalisme et de communication d'Aix-Marseille
 (avril 2013).
L’École de journalisme et de communication d'Aix-Marseille (EJCAM) est une école interne de l'Université d'Aix-Marseille. Elle accueille l'une des quatorze écoles de journalisme reconnues par la profession en France, via le dispositif prévu par la Convention collective nationale de travail des journalistes.
Elle est située dans le 5e arrondissement de Marseille et, depuis septembre 2012 dans les locaux de l'Institut national supérieur du professorat et de l'éducation à Aix-en-Provence. 
Jusqu'en 2012, l'EJCAM faisait partie de l'Université de la Méditerranée et portait le nom d'École de journalisme et de communication de Marseille.

## Présentation

Logo de l'EJCM (jusqu'en janvier 2012).

Le Centre TransMéditerranéen de la Communication (CTMC) a été créé en novembre 1982 ; ce projet est l’œuvre de Lucienne Cornu, qui deviendra directrice du CTMC, et est appuyé par Georges Serratrice, alors président de l’Université d'Aix-Marseille II. Elle est reconnue comme école de journalisme par la profession, par l'intermédiaire de la Commission paritaire nationale de l'emploi des journalistes, en 1985.
Le CTMC est inauguré en même temps la remise des diplômes de la première promotion de l'établissement, en janvier 1986, par le maire Gaston Defferre.
Le CTCM est renommé École de journalisme et de communication de Marseille (EJCM) en janvier 1989 ; de cette date à janvier 2012, il s'agit d'une école interne de l'université de la Méditerranée Aix-Marseille II. Après la fusion des universités en Université d'Aix-Marseille, l'école prend le nom d'École de journalisme et de communication d'Aix-Marseille.
L'EJCAM compte une quinzaine d'enseignants permanents et environ 500 étudiants.